# Transtrands socken
Transtrands socken ligger i Dalarna, ingår sedan 1971 i Malung-Sälens kommun och motsvarar från 2016 Transtrands distrikt.
Socknens areal är 1 057,00 kvadratkilometer, varav 1 027,0 land. År 2020 fanns här 1 954 invånare. Orten Sälen samt tätorten och kyrkbyn Transtrand med sockenkyrkan Transtrands kyrka ligger i socknen.  

## Administrativ historik
Transtrands socken bildades genom en utbrytning ur Lima socken, på 1500-talet som ett kapellag. I jordeboken låg Transtrand under Lima socken ända fram till beslutet den 26 oktober 1888, då Transtrand utbröts för att bli en separat jordebokssocken.
Vid kommunreformen 1862 övergick socknens ansvar för de kyrkliga frågorna till Transtrands församling och för de borgerliga frågorna till Transtrands landskommun. Landskommunen uppgick 1971 i Malungs kommun som 2008 namnändrades till Malung-Sälens kommun. Församlingen är sedan 2006 en del av Lima-Transtrands församling.
1 januari 2016 inrättades distriktet Transtrand, med samma omfattning som församlingen hade 1999/2000.
Socknen har tillhört fögderier, tingslag och domsagor enligt vad som beskrivs i artikeln Dalarna. De indelta soldaterna tillhörde Dalaregementet, Vesterdals Kompani.

## Geografi
Transtrands socken ligger kring Västerdalälven och dess biflöde Görälven. Socknen har en smal odlingsbygd i älvdalen och är däromkring en myrrik kuperad skogsbygd och lågfjällsbygd inom Transtrandsfjällen med höjder som i Granfjället når 950 meter över havet.

## Fornlämningar
Tre gravfält och spridda gravar från järnåldern är funna.

## Namnet
Namnet (1546 Transtrand) kommer troligen från byar på västra stranden av Västerdalälven och har sannolikt tolkningen 'stranden där det brukar samlas tranor'.

## Befolkningsutveckling
Folkmängden i Lima-Transtrands församling var 3 411 år 2010.
| Befolkningsutvecklingen i Transtrands socken 1760–2020 | Befolkningsutvecklingen i Transtrands socken 1760–2020 | Befolkningsutvecklingen i Transtrands socken 1760–2020 | Befolkningsutvecklingen i Transtrands socken 1760–2020 | Befolkningsutvecklingen i Transtrands socken 1760–2020 |
| --- | ------------------------------------------------------ | ------------------------------------------------------ | ------------------------------------------------------ | ------------------------------------------------------ |
| |                                                        |                                                        |                                                        |                                                        |
| År |                                                        |                                                        | Folkmängd                                              |                                                        |
| 1760 | 1760                                                   |                                                        | 725                                                    |                                                        |
| 1766 | 1766                                                   |                                                        | 787                                                    |                                                        |
| 1780 | 1780                                                   |                                                        | 823                                                    |                                                        |
| 1790 | 1790                                                   |                                                        | 887                                                    |                                                        |
| 1800 | 1800                                                   |                                                        | 968                                                    |                                                        |
| 1810 | 1810                                                   |                                                        | 947                                                    |                                                        |
| 1820 | 1820                                                   |                                                        | 1 026                                                  |                                                        |
| 1830 | 1830                                                   |                                                        | 1 127                                                  |                                                        |
| 1840 | 1840                                                   |                                                        | 1 159                                                  |                                                        |
| 1850 | 1850                                                   |                                                        | 1 264                                                  |                                                        |
| 1860 | 1860                                                   |                                                        | 1 479                                                  |                                                        |
| 1870 | 1870                                                   |                                                        | 1 519                                                  |                                                        |
| 1880 | 1880                                                   |                                                        | 1 731                                                  |                                                        |
| 1890 | 1890                                                   |                                                        | 1 851                                                  |                                                        |
| 1900 | 1900                                                   |                                                        | 1 998                                                  |                                                        |
| 1910 | 1910                                                   |                                                        | 1 869                                                  |                                                        |
| 1920 | 1920                                                   |                                                        | 1 907                                                  |                                                        |
| 1930 | 1930                                                   |                                                        | 2 004                                                  |                                                        |
| 1940 | 1940                                                   |                                                        | 1 897                                                  |                                                        |
| 1950 | 1950                                                   |                                                        | 1 833                                                  |                                                        |
| 1960 | 1960                                                   |                                                        | 1 791                                                  |                                                        |
| 1970 | 1970                                                   |                                                        | 1 541                                                  |                                                        |
| 1980 | 1980                                                   |                                                        | 1 437                                                  |                                                        |
| 1990 | 1990                                                   |                                                        | 1 603                                                  |                                                        |
| 2020 | 2020                                                   |                                                        | 1 954                                                  |                                                        |
| Anm: Källa: Umeå universitet - Tabellverket 1749-1859, Demografiska databasen, CEDAR, Umeå universitet, Folkmängden per distrikt, landskap, landsdel eller riket efter kön. År 2015 - 2022. |                                                        |                                                        |                                                        |                                                        |